# Maga cephalica
Maga cephalica är en insektsart som beskrevs av Bolívar, I. Maga cephalica ingår i släktet Maga och familjen gräshoppor. Inga underarter finns listade i Catalogue of Life.